# Euparkerella
Az Euparkerella a kétéltűek (Amphibia) osztályába, a békák (Anura) rendjébe és a Craugastoridae családba, azon belül a Holoadeninae alcsaládba tartozó nem.

## Nevének eredete
Nevét Hampton Wildman Parker brit herpetológus tiszteletére kapta.

## Előfordulása
A nembe tartozó fajok Brazília Espírito Santo és Rio de Janeiro államaiban az atlanti-óceáni parti erdőkben honosak.

## Taxonómiai helyzete
Az Euparkerella nem fiolgenetikai helyzete molekuláris vizsgálatok hiányában bizonytalan. A Holoaden nem fajaihoz való morfológiai hasonlóságuk alapján ideiglenesen a Holoadeninae alcsaládba helyezték. Az AmphibiaWeb a Holoadeninae alcsaládot, következésképpen az Euparkerella nemet, a Strabomantidae családba sorolja, melyet az Amphibian Species of the World már nem ismer el.

## Rendszerezés
A nembe az alábbi fajok tartoznak:
- Euparkerella brasiliensis (Parker, 1926)
- Euparkerella cochranae Izecksohn, 1988
- Euparkerella cryptica Hepp, Carvalho-e-Silva, Carvalho-e-Silva & Folly, 2015
- Euparkerella robusta Izecksohn, 1988
- Euparkerella tridactyla Izecksohn, 1988